# Nine Lives (álbum)
Nine Lives es el duodécimo álbum de estudio del grupo estadounidense de hard rock Aerosmith. Fue publicado el 18 de marzo de 1997. Es el primer disco del grupo para la discográfica Columbia, con la que había firmado a principios de los 90, aunque sus discos anteriores (Get a grip y el directo A little south of sanity) fueron editados por su discográfica anterior, Geffen, con la que aún tenían contrato.
El álbum alcanzó el puesto # 1 en las listas de Billboard. Uno de los sencillos del álbum, "Pink", ganó el Premio Grammy a la Mejor Interpretación Rock por un grupo O Dúo Vocal.

## Lista de canciones
| Nine Lives |                                          |                                            |          |  |
| N.º        | Título                                   | Escritor(es)                               | Duración |  |
| 1.         | «Nine Lives»                             | Steven Tyler, Joe Perry, Marti Frederiksen | 4:01     |  |
| 2.         | «Falling in Love (Is Hard on the Knees)» | Tyler, Perry, Glen Ballard                 | 3:26     |  |
| 3.         | «Hole in My Soul»                        | Tyler, Perry, Desmond Child                | 6:10     |  |
| 4.         | «Taste of India»                         | Tyler, Perry, Ballard                      | 5:53     |  |
| 5.         | «Full Circle»                            | Tyler, Taylor Rhodes                       | 5:01     |  |
| 6.         | «Something's Gotta Give»                 | Tyler, Perry, Frederiksen                  | 3:37     |  |
| 7.         | «Ain't That a Bitch»                     | Tyler, Perry, Child                        | 5:25     |  |
| 8.         | «The Farm»                               | Tyler, Perry, Mark Hudson, Steve Dudas     | 4:27     |  |
| 9.         | «Crash»                                  | Tyler, Perry, Hudson, Dominic Miller       | 4:26     |  |
| 10.        | «Kiss Your Past Good-Bye»                | Tyler, Hudson                              | 4:32     |  |
| 11.        | «Pink»                                   | Tyler, Richard Supa, Ballard               | 3:55     |  |
| 12.        | «Falling off»                            | Tyler, Richard Supa, Ballard               | 3:02     |  |
| 13.        | «Attitude Adjustment»                    | Tyler, Perry, Frederiksen                  | 3:45     |  |
| 14.        | «Fallen Angels»                          | Tyler, Perry, Supa                         | 8:16     |  |
| 62:48      |                                          |                                            |          |  |